# Unser Pappa
Unser Pappa ist ein deutscher Fernsehfilm mit zwei Folgen aus dem Jahr 2001. Der Film wurde 2004 mit Unser Pappa – Herzenswünsche fortgesetzt. Regie führte Thomas Jauch, das Drehbuch schrieb Johannes Reben. Die Erstausstrahlung der ersten Folge erfolgte am 27. Dezember 2001, die der zweiten Folge am 28. Dezember 2001 im Ersten Deutschen Fernsehen.

## Inhalt
Die Frau von Achim Hagenaus, ein vielbeschäftigter Zahnarzt aus Düsseldorf, stirbt nach langer und schwerer Krankheit. Seine sechs Kinder wollen sich um ihn kümmern, doch Achim hat andere Pläne: Er verkauft seine Praxis sowie sein Haus und kauft sich ein Haus im Schwarzwald.